# Инженерная бригада
Инженерная бригада РВГК — форма организации инженерных войск Резерва Верховного Главнокомандования существовавшая в Красной Армии во время Великой Отечественной войны, а в послевоенный период — ракетных соединений, вплоть до создания Ракетных войск стратегического назначения СССР.

## Инженерные войска
Всего существовало три инженерные бригады: 45-я, 46-я, 47-я. Все они были сформированы в октябре 1942 года на Дальневосточном фронте. В состав каждой из них входили: управление бригады (54 человека, штат № 012/113) и 3-4 различных батальона (инженерных, мотоинженерных, электротехнических или инженерных заграждений).
Весной 1945 года 45-я инженерная бригада была переформирована в 27-ю инженерно-сапёрную бригаду, а 46-я и 47-я в — в моторизованные инженерные бригады РВГК с теми же номерами.
В военной литературе и боевых документах для обозначения бригады применялось сокращение «инжбр».

## Ракетные соединения
Инженерные бригады резерва Верховного главного командования как ракетные соединения, предназначенные для эксплуатации, поддержания в готовности к боевому применению и собственно боевого применения ракетных комплексов, были сформированы в соответствии с директивой Генерального штаба от 26 февраля 1953 года. Создание инженерных бригад стало результатом развития в период 1946—1953 годов ракетного вооружения, организационно-штатной структуры, организации боевого дежурства и боевой подготовки личного состава ракетных соединений. В военной литературе для обозначения бригады применялось сокращение «ибр».
В феврале — марте 1953 года ранее сформированные ракетные соединения — бригады особого назначения РВГК (БрОН, БОН) получили новую нумерацию и наименования:
- 22-я БрОН переименована в 72-ю инженерную бригаду РВГК (село Медведь Новгородской области),
- 23-я БрОН — в 73-ю инженерную бригаду РВГК (город Камышин),
- 54-я БрОН — в 85-ю инженерную бригаду РВГК (Капустин Яр, Таураге),
- 56-я БрОН — в 90-ю инженерную бригаду РВГК (город Кременчуг).

Тогда же сформированы две новые бригады — 77-я (Капустин Яр, с октября 1953 года — Новые Белокоровичи Житомирской области) и 80-я инженерные бригады.
23 июня 1955 года в городе Клинцы Брянской области была сформирована 233-я инженерная бригада РВГК, 80 ибр в том же году стала учебной.
В августе 1958 года 77-я, 90-я и 233-я инженерные бригады, вооружённые оперативно-тактическими ракетами Р-11 (Р-11М), были переданы из подчинения заместителя Министра обороны СССР по специальному вооружению и ракетной технике в состав Сухопутных войск.
В 1959 году в посёлке Мышанка (Гомельская область) на базе артиллерийской и миномётных бригад были сформированы ещё три ракетных соединения — инженерных бригады РВГК:
- 12-я инженерная бригада,
- 15-я инженерная бригада,
- 22-я инженерная бригада (с ноября 1959 года — в городе Луцке Волынской области.

Вплоть до 1955 года на вооружении инженерных бригад РВГК находились ракеты Р-1 и Р-2, в 1956 году был утверждён новый штат управления инженерной бригады РВГК и отдельного инженерного дивизиона, вооружённых ракетным комплексом средней дальности Р-5М; с 1957 года эти соединения стали постепенно оснащаться стратегическими ракетами Р-5М, а с 1958 года — более совершенными и дальнобойными Р-12.
В 1960 году все инженерные бригады (кроме трёх переданных в 1958 году в состав Сухопутных войск с оперативно-тактической ракетой Р-11), которые теперь входили в состав РВСН, были переформированы в ракетные дивизии, при этом они уже были перевооружены стратегическими ракетными комплексами с ракетами средней дальности.